# Mauterner Brücke
Die Mauterner Brücke, früher Stein-Mauterner Brücke genannt, ist eine Brücke über die Donau zwischen Stein, dem erst 1938 eingemeindeten Stadtteil von Krems an der Donau, und Mautern an der Donau in Niederösterreich. Über sie führt die Aggsteiner Straße B33a.
Ihr Vorläufer war die zweite Donaubrücke in Österreich nach derjenigen in Wien (1439/40).

## Geschichte

### Vorgeschichte
Nach Funden zu schließen wurde der Übergang zwischen Mautern und Stein ab 100 n. Chr. regelmäßig benutzt. Auch in der Lebensbeschreibung des Heiligen Severin wird ein Übergang zu einem Markt nördlich der Donau beschrieben. Während das in Passauer Besitz befindliche Schloss Mautern das Südufer sicherte, befand sich zu diesem Zweck am Nordufer der Förthof, der ursprünglich Urfahr hieß.

### Hölzerne Jochbrücke (1463)

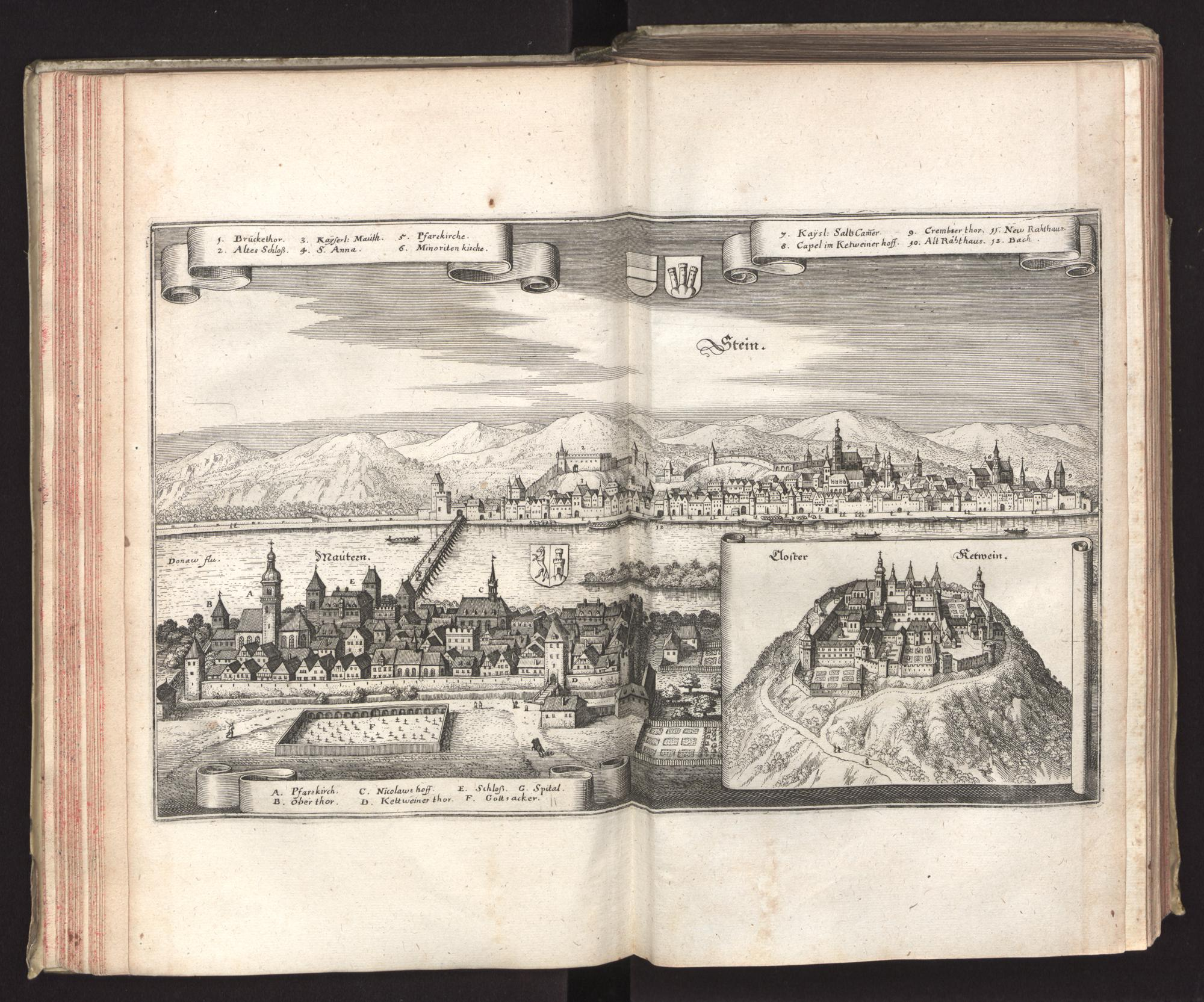
Ansicht von Stein, Donaubrücke, Mautern und Göttweig aus dem Jahr 1679

Am 17. Juni 1463 hatten Stein und Krems von Kaiser Friedrich III. ein Brückenprivileg erhalten, das zweite, nachdem Wien 1439 die erste Donaubrücke in ganz Österreich hatte bauen dürfen. Das Privileg bestimmte, dass die Brücke von Mautern erhalten und die Hälfte der Mauteinnahmen dem Herrscher gegeben werden sollte, der auch das Recht hatte, den Brückenmeister zu ernennen.
Das südliche Ende der hölzernen Jochbrücke lag in Mautern dicht neben der heutigen Brücke, das nördliche Ende lag in Stein beim Linzer Tor, wo eine Mosaiktafel den genauen Ort bezeichnet. Laut der 1679 veröffentlichten Beschreibung von Martin Zeiller hatte sie 33 oder 34 Joche und soll 800 Schritt lang gewesen sein, was leicht übertreiben erscheint, auch wenn sie über die heute bebaute Uferzone bis an das historische Mautern reichte. Da sie durch Hochwasser und Eisgang immer wieder beschädigt wurde, musste die Brückenmeisterei stets Holz für acht Joche und neun Brückenfelder auf Lager halten, das durch Flöße angeliefert wurde. Nach Reparaturen wurde das Abfallholz meistbietend versteigert.
Die Brücke wurde zwei Tage vor der Schlacht bei Dürnstein, (11.11.1805) von den vor Napoleons Truppen zurückweichenden und mit Österreich verbündeten russischen Truppen zerstört. Nach Friedensschluss wurde sie wieder aufgebaut. Ab 1876 wurde die Brücke mit 8 Laternen beleuchtet – weniger für die Brückenbenutzer als zur Warnung der Schifffahrt.
Als nach 1881 die Kettenschifffahrt auf der Strecke nach Linz eingeführt und die Kähne größer wurden, gab es bald einen Unfall an der engen Brückendurchfahrt. Die Donau-Dampfschiffahrts-Gesellschaft ließ daraufhin ca. 1885 ein breiteres eisernes Brückenfeld einsetzen.
Als die neue Brücke 1895 fertiggestellt war, wurde die alte Brücke von der DDSG ersteigert und abgetragen. Das eiserne Brückenfeld wurde auf zwei Lastkähne abgesenkt und weggeschwommen. Zum Schluss wurden auch noch die Pfähle gezogen.

### Stählerne Fachwerkbrücke (1895)

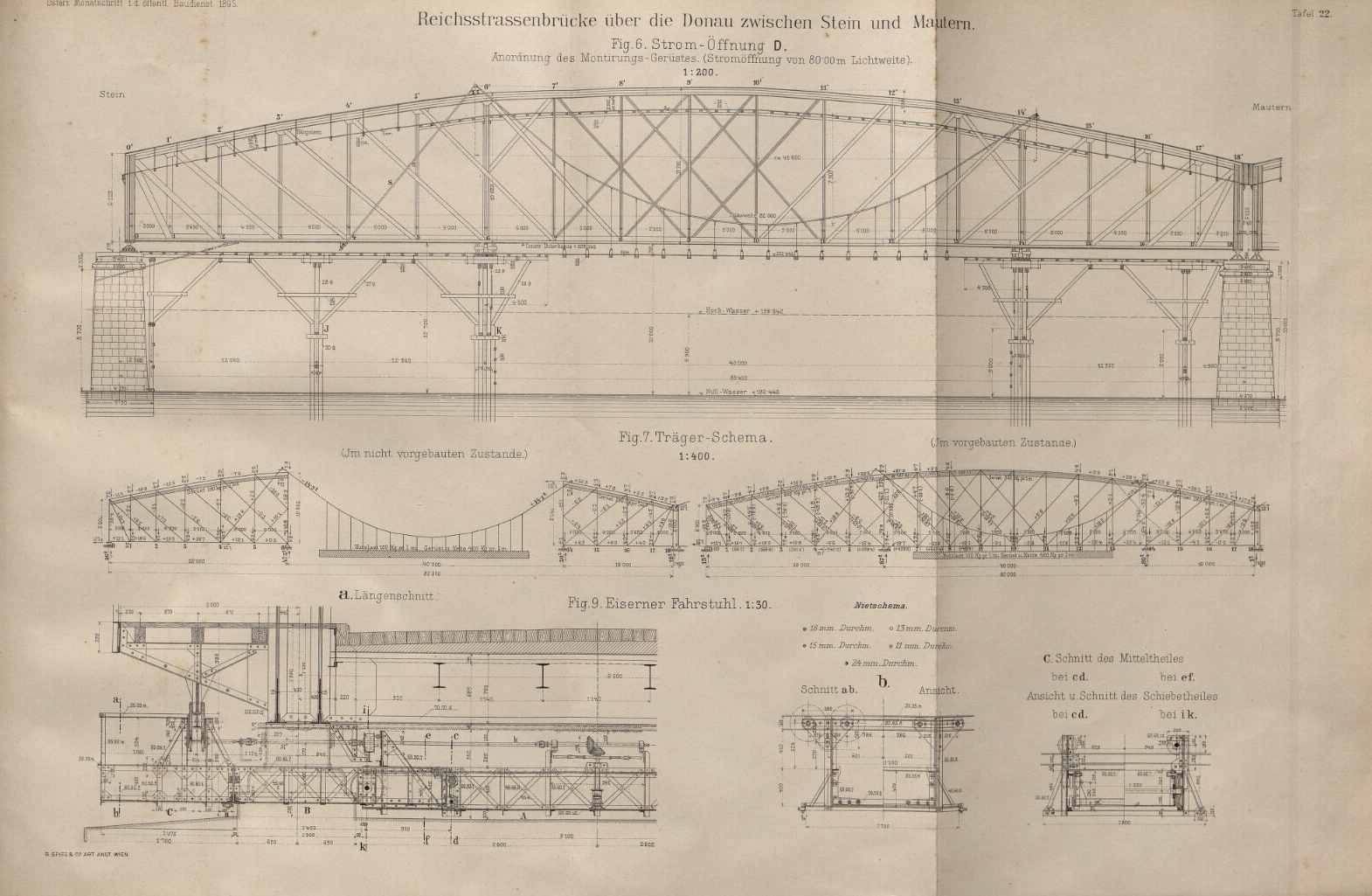

1893 begann der Bau der Kaiser-Franz-Joseph-Brücke mit der Erteilung des Zuschlages für die Unterbauten und Rampen an die Fa. Ernst Gaertner, die gerade entsprechende Arbeiten für einen Teil der Donaubrücke in Cernavodă in Rumänien beendet hatte und seine Baugeräte nach Mautern holte. Die Fundamente der drei Strompfeiler wurden auch hier mit eisernen Senkkästen eingebracht.
Die vier Halbparabelträger des Überbaus wurden von den renommierten Wiener Unternehmen R. Ph. Waagner und Fabrik Ig. Gridl erstellt. Der kürzere Balkenträger über dem nördlichen Uferbereich kam von der Brückenbauanstalt der Ersten Böhmisch-Mährischen Maschinenfabrik. Die Träger waren nicht, wie bis kurz zuvor üblich, aus Schmiedeeisen, sondern aus Siemens-Martin-Stahl hergestellt. Die Fahrbahn aus Beton war mit Holzstöckeln gepflastert, die im Lauf der Zeit durch einen Asphaltbelag ersetzt wurden.
Am 18. Mai 1895 wurde die Brücke feierlich eröffnet.
Die große Bedeutung dieser Brücke zeigte sich darin, dass während des Ersten Weltkrieges rund 34.000 Soldaten den Brückenkopf Krems hätten verteidigen sollen, sodass im Umkreis von 5 Kilometern Bunkeranlagen errichtet wurden. Durch die gewaltige Ausweitung des Krieges standen aber hier weder genügend Menschen noch Material zur Verfügung. Daher verfügte die k.u.k. Armeeführung ab Sommer 1915 eine Verringerung der Ausbauarbeiten und mit 1. Mai 1916 die Auflösung des Brückenkopfkommandos.
Gegen Ende des Zweiten Weltkrieges wurde die Brücke von der Wehrmacht am 8. Mai 1945 zum Teil gesprengt, um sie für die Rote Armee unbenützbar zu machen. Dazu wurden Sprengladungen in der Mitte der beiden südlichen Joche gezündet, wodurch die Pfeilerkonstruktion nahezu unbeschädigt blieb. Nach Kriegsende wurden die beiden südlichen Brückenfelder von deutschen Kriegsgefangenen unter sowjetischer Aufsicht mit Roth-Waagner-Brückengerät, das in Krems eingelagert war, innerhalb 60 Tagen neu errichtet und am 30. September 1945 durch den Sowjetmarschall Iwan Stepanowitsch Konew und Staatskanzler Karl Renner wiedereröffnet.

### Sanierung der Fachwerkbrücke
Im Jahr 2013 wurde der Straßenaufbau renoviert. Im Zuge der Hitzewelle desselben Jahres musste die Brücke neuerlich auf Grund der Hitzeschäden gesperrt werden. Ein Brückenträger war von seinem Lager gerutscht.
Im Juli 2014 wurde laut über einen Abriss der Brücke nachgedacht, obwohl sie unter Denkmalschutz steht. Im Jahr 2017 wurde eine Anhebung der Brücke und eine Verstärkung der Pfeiler erwogen und berechnet. Im August 2018 wurde mitgeteilt, dass genauere Untersuchungen wohl eine weitere Reduzierung des Gewichtslimits von 16 t auf 9 t erfordern werden. Im September 2020 wurde die erwartete Lastbeschränkung auf 9 t vorgenommen, im Dezember 2020 musste das Gewichtslimit weiter auf 5 t gesenkt und ein Tempolimit von 30 km/h festgesetzt werden. Im Jänner 2021 wurde nach einem sogenannten „Brückengipfel“ der betroffenen Gemeinden und Behörden ein umfangreicher Sanierungsplan für einen Projektzeitraum von fünf Jahren präsentiert. Das äußere Erscheinungsbild bleibt unter denkmalschützerischen Gesichtspunkten erhalten, eine Erhöhung der Pfeiler und eine Verbreiterung der außenliegenden Fuß- und Radwege ist geplant. Der ursprünglich geplante Sanierungsbeginn 2024 mit der 2023 als Vorleistung errichteten Behelfsbrücke konnte nicht eingehalten werden. Im Juli 2024 wurde bekanntgegeben, dass die Behelfsbrücke aus Kostengründen (35 Mio. Euro wurden veranschlagt) nicht realisierbar ist, anstelle dessen soll ein begrenzter Fährverkehr errichtet werden.

## Beschreibung
Die Brücke besteht nach wie vor aus ihren beiden historischen Teilen: den 1895 fertiggestellten beiden Halbparabelträger mit dem Balkenträger über dem nördlichen Uferbereich und den 1945 mit Roth-Waagner-Brückengerät überbrückten zwei südlichen Brückenfeldern. Die Roth-Waagner-Träger sind durch ihr parallelgurtiges Fachwerk und die vielen Verschraubungen deutlich erkennbar.
Die Brücke ist 374 m lang und einschließlich der außen montierten Geh- und Radwege 11 m breit. Die Halbparabelträger und die Roth-Waagner-Träger sind je 82,5 m, der Balkenträger ist 42 m lang; sie sind nicht unmittelbar miteinander verbunden.
Die Brücke steht wie das nordöstlich gelegene Brückenwärterhaus unter Denkmalschutz.